# Władysław Konrad Czapliński
Władysław Konrad Czapliński (ur. 15 lutego 1895 w Krakowie, zm. 1940 w ZSRR) – podpułkownik piechoty Wojska Polskiego, kawaler Orderu Virtuti Militari, ofiara zbrodni katyńskiej.

## Życiorys
Był synem Kazimierza Czaplińskiego h. Drogosław i Emilii z Popielów, bratem Emila Wojciecha, także oficera Wojska Polskiego. Ukończył gimnazjum w Bochni, maturę zdał eksternistycznie w Krakowie w 1915. Od 1910 r. należał do organizacji skautowych. W 1913 r. wstąpił do Drużyn Strzeleckich. Ukończył tam szkołę podoficerską i kurs podchorążych.
7 sierpnia 1914 r. przydzielony do I batalionu Legionów Polskich. Przydzielony jako dowódca plutonu, a później kompanii 2 pp Leg. odbył całą kampanię zakończoną bitwą pod Kaniowem 11 maja 1918 r.
Po ucieczce z niewoli (21 czerwca 1918 r.) rozpoczął działalność w POW. Jako oficer byłego Polskiego Korpusu Posiłkowego reskryptem Rady Regencyjnej z 25 października 1918 r. został przydzielony do podległego jej Wojska Polskiego w randze porucznika. W grudniu tego roku wstąpił do WP. Awansowany do stopnia kapitana. Wojnę polsko-bolszewicką odbył w szeregach 4, 2 i 3 pp Leg. W 1920 r. awansował do stopnia majora.
Po wojnie służył w 24 pułku piechoty w Łucku. 11 czerwca 1927 r. został przeniesiony do 56 pułku piechoty w Krotoszynie na stanowisko zastępcy dowódcy pułku. W grudniu 1930 r. został przeniesiony do 27 pułku piechoty w Częstochowie na stanowisko dowódcy pułku. Z dniem 30 czerwca 1936 r. został przeniesiony w stan spoczynku.

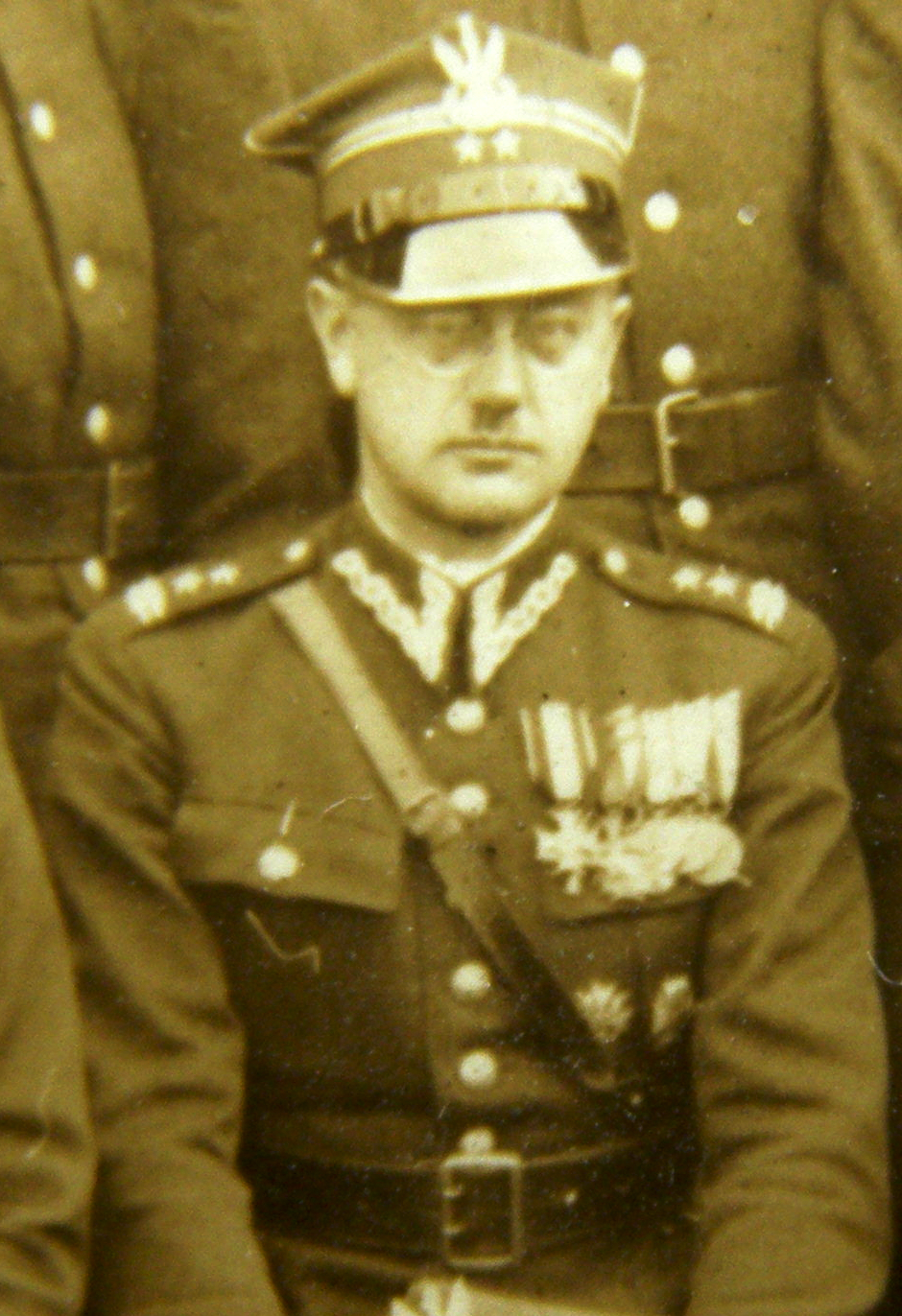
Dowódca 27. Pułku Piechoty w Częstochowie - ppłk. piech. Władysław Konrad Czapliński, (Dywizyjny Kurs Podchorążych Rezerwy Piechoty przy 27. P.P. - fotografia wykonana 30. Listopada 1935 roku w Częstochowie).

Aresztowany w 1940 r. w Delatyniu, więziony w Stanisławowie, a następnie w Kijowie. Został zamordowany przez NKWD w 1940 r. Jego nazwisko figuruje na Ukraińskiej Liście Katyńskiej.

## Awanse
- podporucznik – 1914
- porucznik –
- kapitan – 1918
- major – 1920
- podpułkownik – 1927

## Ordery i odznaczenia
- Krzyż Srebrny Orderu Wojskowego Virtuti Militari nr 6992
- Krzyż Walecznych (trzykrotnie)
- Złoty Krzyż Zasługi (10 listopada 1928)[5]
- Państwowa Odznaka Sportowa[6]
- Krzyż Zasługi Wojskowej (Austro-Węgry)[7]